# Hyak (Schiff)
Die Hyak ist eine 1967 in Dienst gestellte Fähre der US-amerikanischen Reederei Washington State Ferries und das Typschiff der Super-Klasse. Im Juni 2017 wurde sie aus dem offiziellen Dienst genommen und verkehrte seither als Reserveschiff auf verschiedenen Routen. Im Juni 2019 erfolgte die endgültige Außerdienststellung.

## Geschichte
Die Hyak lief am 17. Dezember 1966 als Typschiff der Super-Klasse in der Werft der  National Steel and Shipbuilding Company in San Diego vom Stapel und wurde am 4. Juli 1967 an Washington State Ferries übergeben. Die Übernahme hatte sich durch Sturmschäden bei der Überführungsfahrt verzögert. Am 19. Juli 1967 konnte die Fähre schließlich den Dienst zwischen Seattle und Bremerton aufnehmen. Die zuvor veranschlagte Überfahrtdauer von 65 Minuten konnte der neue Schiffstyp auf 45 Minuten verkürzen. Der Name Hyak bedeutet auf Chinook Wawa schnell. Später wechselte das Schiff in den Fährbetrieb zwischen den San Juan Islands
Die Hyak verblieb fast 50 Jahre auf derselben Strecke und galt als zuverlässigstes Schiff ihrer Klasse, von denen mehrere in ihrer Laufbahn in Unfälle verwickelt waren. Im Juni 2015 wurde sie vom Neubau Samish ersetzt und kam wieder auf ihrer ursprünglichen Route von Seattle nach Bremerton zum Einsatz.
Seit Juni 2017 wird die Hyak nicht mehr im offiziellen Dienst eingesetzt, sondern vertritt als Reserveschiff ihre neueren Flottenschwestern bei reparaturbedingten Ausfällen. Sie wird so auf verschiedenen Strecken eingesetzt. Ursprünglich war für das Jahr 2018 die endgültige Ausmusterung des Schiffes geplant, die jedoch um ein Jahr verschoben wurde.
Am 22. August 2018 erlitt die Fähre einen Maschinenschaden und fiel so zum erst zweiten Mal in ihrer Laufbahn wegen Reparaturarbeiten ungeplant aus. Den ersten Ausfall erlebte sie im April 1986, nachdem sie vor Anacortes auf Grund gelaufen war. Anfang November 2018 nahm das Schiff wieder seinen Dienst auf. 
Am 30. Juni 2019 beendete die Hyak ihre Dienstzeit nach 52 Jahren endgültig. Sie ist seitdem in Kingston aufgelegt und dient als Ersatzteilträger für ihre noch aktiven Schwesterschiffe. Das Schiffshorn der Fähre wurde in die Climate Pledge Arena verbaut und ist während Spielen bei Treffern der Heimmannschaft Seattle Kraken zu hören.